# Lepidópteros
Lepidópteros (Lepidoptera) é uma ordem de insetos que inclui as borboletas e mariposas. Os lepidópteros compõem a segunda maior diversidade de insetos do planeta e são encontrados em quase todas as regiões do mundo, principalmente em locais tropicais. São estimadas 180 000 espécies de lepidópteros distribuídas em 34 superfamílias e 130 famílias. Deles, 12% são borboletas, sendo a segunda maior ordem de insetos em número de espécies. No Brasil, mais de 5 000 espécies já foram descritas.
O grupo é de grande importância econômica, pois a maioria das larvas é fitófaga e muitas espécies são pragas de cultivos agrícolas. Por outro lado, os adultos são agentes polinizadores fundamentais para o equilíbrio dinâmico de ecossistemas, servindo como indicadores no monitoramento da diversidade biológica, na integridade de paisagens e uso sustentável de recursos naturais.
São insetos holometabólicos, ou seja, realizam metamorfose completa, e apresentam muitas vezes dimorfismo sexual entre machos e fêmeas, tendo a vida dividida em quatro estágios distintos: ovo, larva, pupa e imago. Seus estágios de larva e pupa recebem denominação típica, sendo chamados respectivamente de lagarta e crisálida.

## Etimologia
O nome Lepidoptera é derivado do grego e significa “asa com escamas”. Essa é a característica mais marcante da Ordem: dois pares de asas membranosas cobertas por escamas. São as escamas, inclusive, que dão às borboletas e mariposas as cores e desenhos pelos quais são conhecidas. Rhopalocera e Heterocera também tem seus nomes intimamente ligados às características que os classificam, sendo que Rhopalocera, também do grego, quer dizer “Antenas clavadas” (rhopalo = clave, kera = chifre/antena) e Heterocera, de mesma origem, portanto, “antenas diversas” (hetero = diverso). A palavra “mariposa” vem, aparentemente do espanhol, da expressão “Mari, posa!” (Maria, pousa!), como uma brincadeira infantil. Quanto a "borboleta", há controvérsias. Uma hipótese é que proveio de papilio ("borboleta", em latim), como os romanos as chamavam.

## Evolução

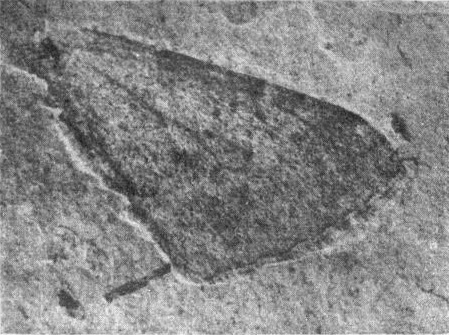
Fóssil de uma mariposa datado do Priaboniano

A monofilia de Lepidoptera é bastante robusta, sendo esta corroborada por um número impressionante de sinapomorfias, bem como a sua posição na árvore dos insetos como grupo irmão de Trichoptera, formando o clado Amphiesmenoptera, que parece estar inserido no clado Endopterygota de acordo com a seguinte topologia:
|  | \| \| Diptera \| \| \| \| \| \| Mecoptera \| \| \| \| \| \| Siphonaptera \| \| \| \| |
|  |                                                                                      |
|  | Diptera                                                                              |
|  |                                                                                      |
|  | Mecoptera                                                                            |
|  |                                                                                      |
|  | Siphonaptera                                                                         |
|  |                                                                                      |

|  | Diptera      |
|  |              |
|  | Mecoptera    |
|  |              |
|  | Siphonaptera |
|  |              |

|  | Trichoptera |
|  |             |
|  | Lepidoptera |
|  |             |

|  | \| \| Diptera \| \| \| \| \| \| Mecoptera \| \| \| \| \| \| Siphonaptera \| \| \| \| |
|  |                                                                                      |
|  | Diptera                                                                              |
|  |                                                                                      |
|  | Mecoptera                                                                            |
|  |                                                                                      |
|  | Siphonaptera                                                                         |
|  |                                                                                      |

|  | Diptera      |
|  |              |
|  | Mecoptera    |
|  |              |
|  | Siphonaptera |
|  |              |

|  | Trichoptera |
|  |             |
|  | Lepidoptera |
|  |             |

|  | \| \| Diptera \| \| \| \| \| \| Mecoptera \| \| \| \| \| \| Siphonaptera \| \| \| \| |
|  |                                                                                      |
|  | Diptera                                                                              |
|  |                                                                                      |
|  | Mecoptera                                                                            |
|  |                                                                                      |
|  | Siphonaptera                                                                         |
|  |                                                                                      |

|  | Diptera      |
|  |              |
|  | Mecoptera    |
|  |              |
|  | Siphonaptera |
|  |              |

|  | Trichoptera |
|  |             |
|  | Lepidoptera |
|  |             |

|  | \| \| Diptera \| \| \| \| \| \| Mecoptera \| \| \| \| \| \| Siphonaptera \| \| \| \| |
|  |                                                                                      |
|  | Diptera                                                                              |
|  |                                                                                      |
|  | Mecoptera                                                                            |
|  |                                                                                      |
|  | Siphonaptera                                                                         |
|  |                                                                                      |

|  | Diptera      |
|  |              |
|  | Mecoptera    |
|  |              |
|  | Siphonaptera |
|  |              |

|  | Trichoptera |
|  |             |
|  | Lepidoptera |
|  |             |

Os mais antigos fósseis do grupo datam do Paleogeno, com 50 milhões de anos de idade, e já apresentavam características morfológicas atuais, mas fósseis de escamas de asas encontrados em sedimentos transicionais do período Triássico para o Jurássico colocam a origem do grupo muito anteriormente, precedendo a origem das Angiospermas e desbancando teorias de uma associação ancestral entre os primeiros membros do grupo e tais plantas. Uma maior diversificação parece ter ocorrido no Cretáceo Inferior, ao mesmo tempo das principais irradiações dessas plantas, porém a relação de coevolução entre esses grupos ainda é debatida.

## Morfologia
A ordem Lepidoptera apresenta muitas características comuns a outros insetos. O corpo dos indivíduos pertencente ao grupo é dividido em três tagmas (cabeça, tórax e abdômen), seis pernas articuladas terminadas por uma garra, dois olhos compostos e quatro asas relativamente grandes. As características discutidas logo abaixo são características importantes para conseguir caracterizar os organismos presentes nesse grupo.

### Asas

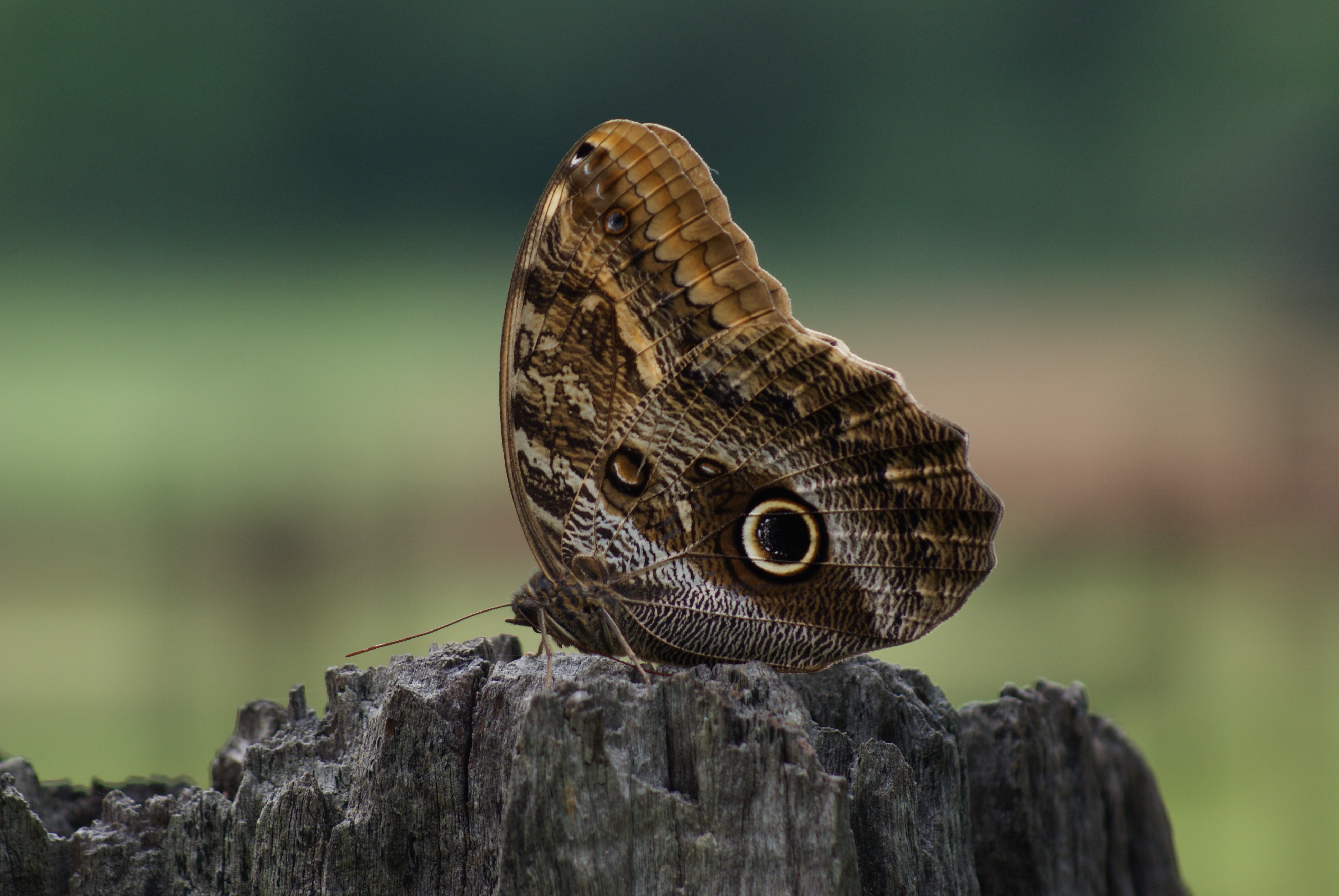
Caligo beltrao

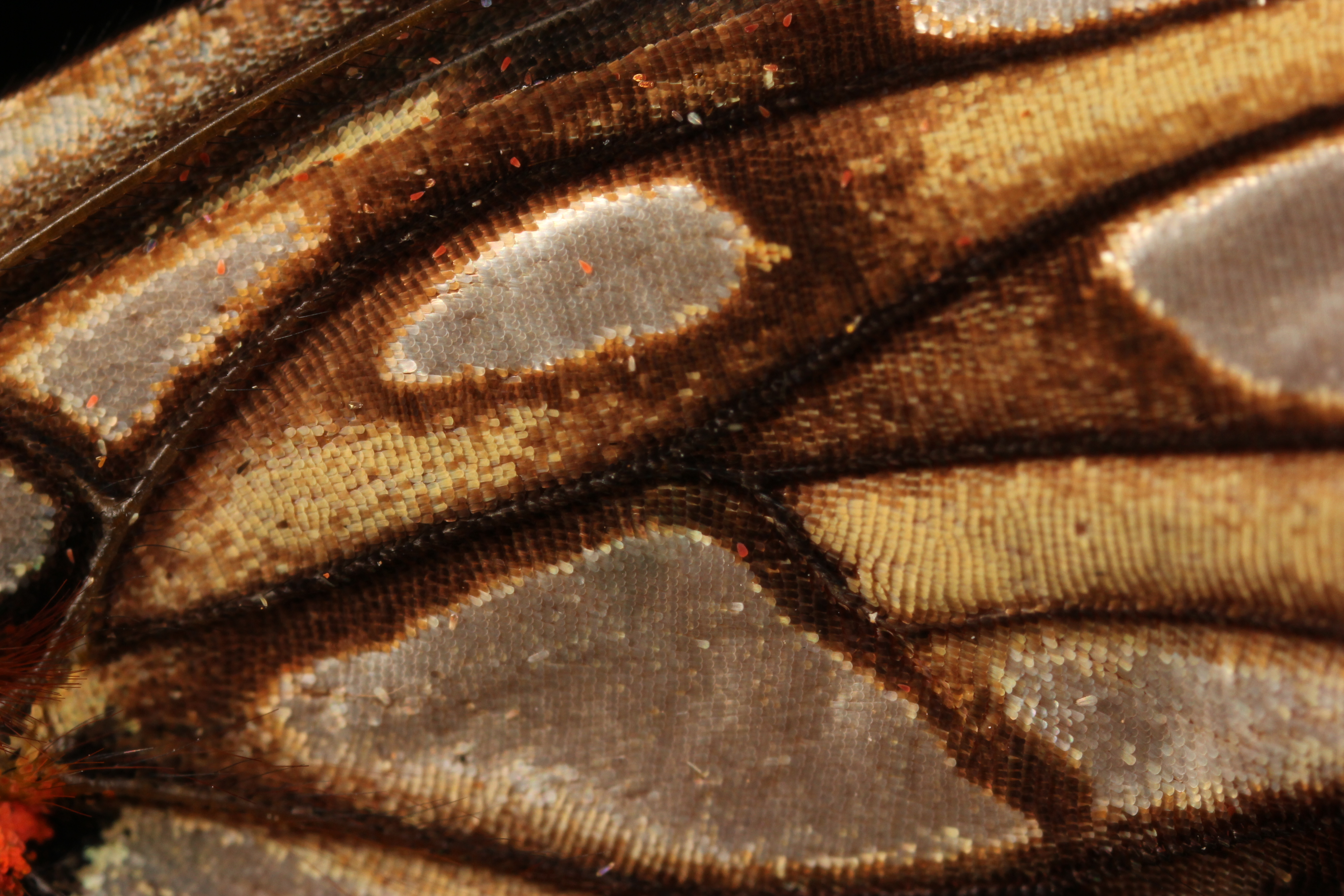
Detalhes da asa de uma borboleta

Os indivíduos desse grupo apresentam quatro asas relativamente grandes quando comparadas com outros grupos de insetos. As asas são membranas, finas e frágeis, além de serem recobertas por escamas, que podem ser facilmente destacáveis. Contudo, as escamas são microscópicas, pequenas demais para conseguir observá-las a olho nu. Quando uma pessoa toca na asa de uma borboleta, por exemplo, uma fina poeira é depositada em seus dedos. Essa fina poeira são justamente as escamas que se destacaram da asa após o toque. Ao contrário do que dito popular diz, essa poeira não causa cegueira nas pessoas, apesar de poder causar uma leve irritação nos olhos.
Outra característica importante para a classificação dos indivíduos desse grupo é a posição das asas quando pousam. As borboletas apresentam normalmente um hábito diurno, sendo assim voam durante o dia e quando pousam elas mantêm as asas elevadas em um sentido perpendicular ao corpo. Já as mariposas apresentam um hábito normalmente noturno e, ao pousarem, dispõem suas asas distendidas para os lados, no mesmo plano do corpo do indivíduo.

### Antenas
Como dito anteriormente, os indivíduos presentes na ordem Lepidoptera apresentam duas antenas. Contudo, assim como as asas, existem diferenças entre essas estruturas sensoriais quando comparadas borboletas e mariposas. Quando as antenas são filiformes e intumescidas na extremidade apical, ou seja, antenas que se assemelham a um fio com um inchaço na sua extremidade, têm-se antenas de borboletas. Já antenas que não apresentam intumescimento na extremidade apical, mesmo sendo filiforme, ou que apresentam outras estruturas que aumentam sua percepção sobre o meio, caracterizam uma mariposa. Essas estruturas são secções que aumentam a superfície, apresentando uma maior concentração de receptores que são utilizados para uma melhor navegação durante o voo. Sendo assim, estão bastante adaptadas a um hábito noturno, em um ambiente onde não é possível enxergar muito bem.

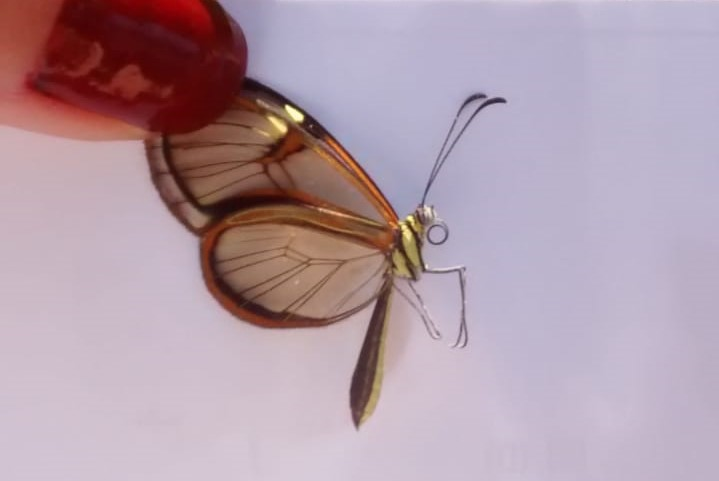
Borboleta Episcada hymenaea - em destaque: espirotromba

### Espirotromba
Outra característica bastante importante para caracterizar o grupo das lepidópteros e diferenciá-lo de outros é a presença de uma probóscide de sucção. Os indivíduos adultos não apresentam aparelho bucal triturador, o que acaba diferenciando esse grupo entre muitos insetos. Nesse grupo a probóscide não é perfurante e apresenta-se em forma de um tromba que se enrola em espiral. Com base em todas essas características, essa peça bucal chama-se espirotromba. A espirotromba consiste em duas regiões muito estendidas do primeiro par de maxilas chamadas de gáleas, que a partir de músculos distendem-se funcionando como um tubo sugador de néctar.
Entretanto, apenas os indivíduos adultos apresentam a espirotromba; os indivíduos em fase larval apresentam um aparelho bucal triturador que é utilizado para se alimentar de folhas até o momento da fase de pupa.

## Ciclo de Vida

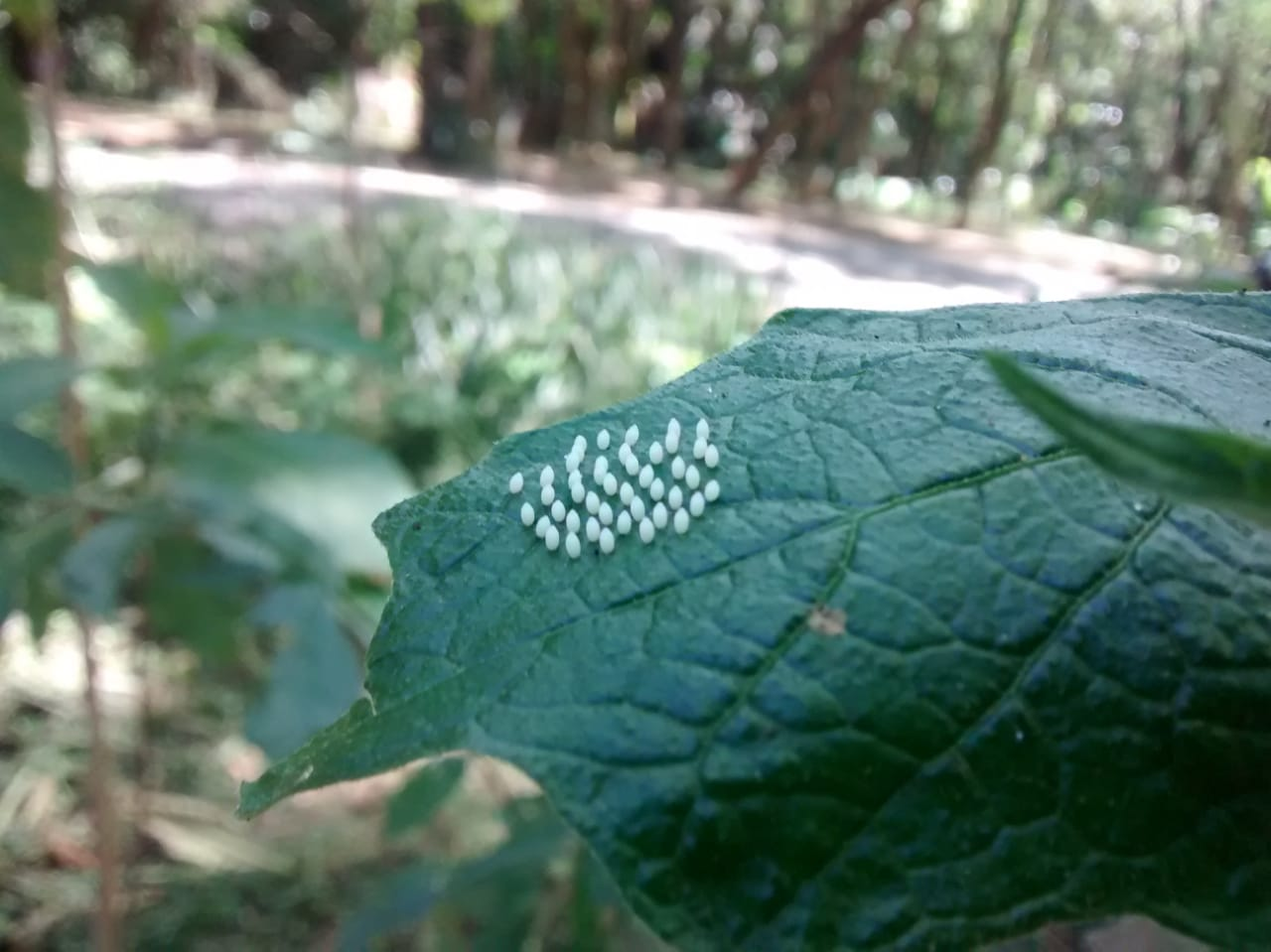
Ovos de borboleta do gênero Mechanitis

### Ovo
O número de ovos postos varia muito, de um pouco menos de cem em algumas espécies a mais de mil em outras. Os ovos são postos de maneira específica, geralmente sobre ou próximos a uma fonte de alimento. Em muitas espécies, são colocados individualmente e espalhados; em outras são colocados juntos e então cobertos por uma secreção rígida vinda das glândulas abdominais da fêmea.
Em alguns grupos, os últimos segmentos do abdômen da fêmea são bem alongados, e os ovos são colocados em partes macias da planta ou em fendas. Em algumas mariposas da família Prototheoridae, a fêmea às vezes espalha os ovos durante o voo, sempre próximos há uma fonte viável de alimentos.
O desenvolvimento do embrião e eclosão das larvas é controlado por um mecanismo fisiológico chamado diapausa que pode envolver a diminuição do metabolismo regulando a eclosão para um momento em que as condições ambientais estejam favoráveis. No caso de algumas mariposas da família das Blastobasidae, a larva choca dentro do útero da fêmea.

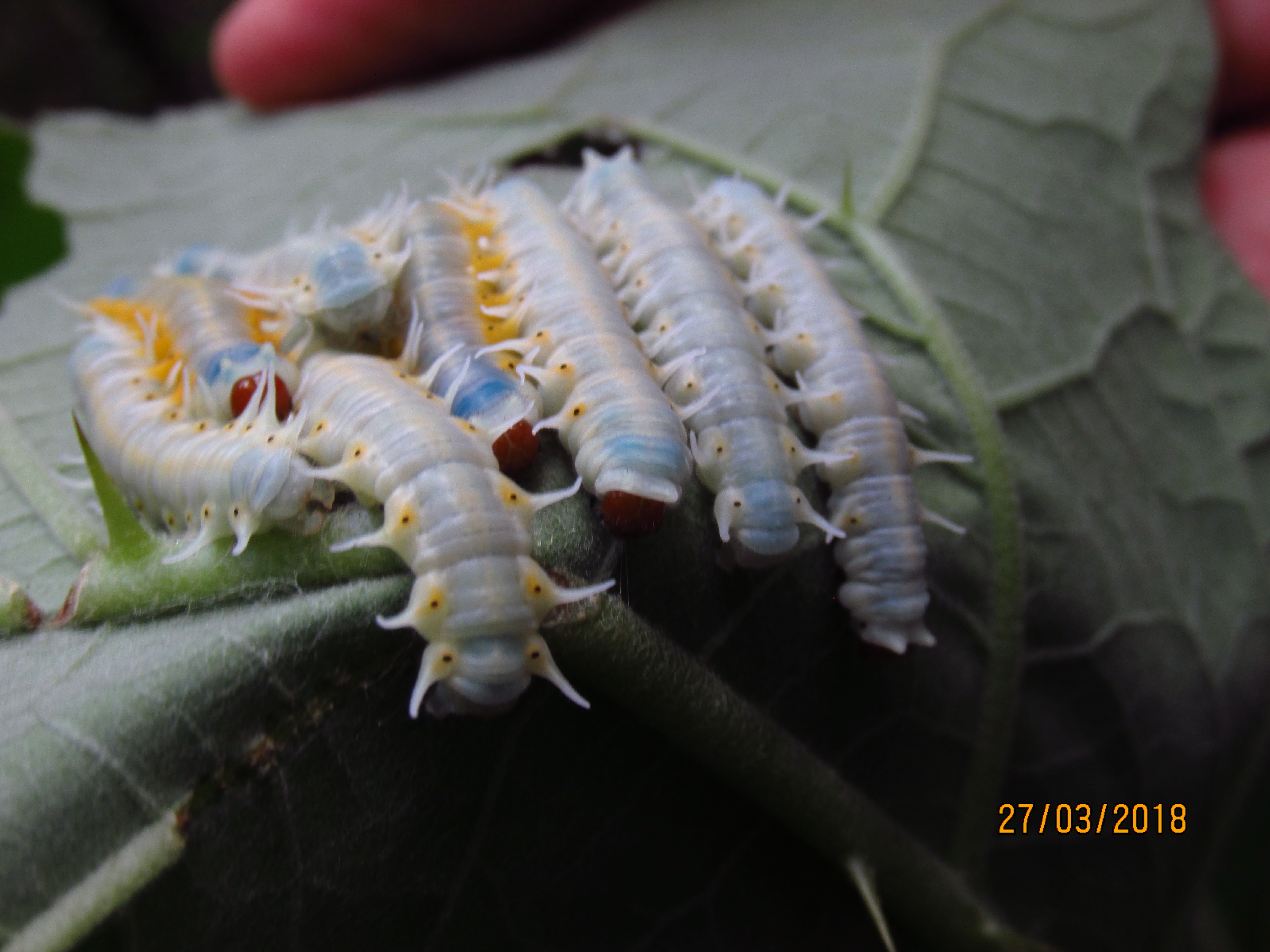
Larvas de borboletas do gênero Mechanitis

### Larva ou lagarta
O estágio larval é a principal, e muitas vezes a única, fase de alimentação do ciclo de vida, na qual o animal ingere grande quantidade de alimento para as próximas fases da vida. A maioria das larvas muda quatro a cinco vezes à medida que crescem, desfazendo o seu exoesqueleto, num processo conhecido como ecdise.
A maioria das larvas sintetiza fios de seda que conferem aderência ao substrato. A seda também é usada na construção de ninhos e abrigo que protegem a larva de predadores.
A aparência das lagartas varia bastante, principalmente quando levamos em conta a sua coloração, que mostra também a sua capacidade de se defender de predadores. Muitas possuem uma coloração parecida com o ambiente que habitam. Essa coloração é alterada conforme a larva cresce. Em alguns casos a coloração é muito aparente, e em outros há características específicas como manchas que parecem com olhos, que servem para enganar ou afugentar predadores.

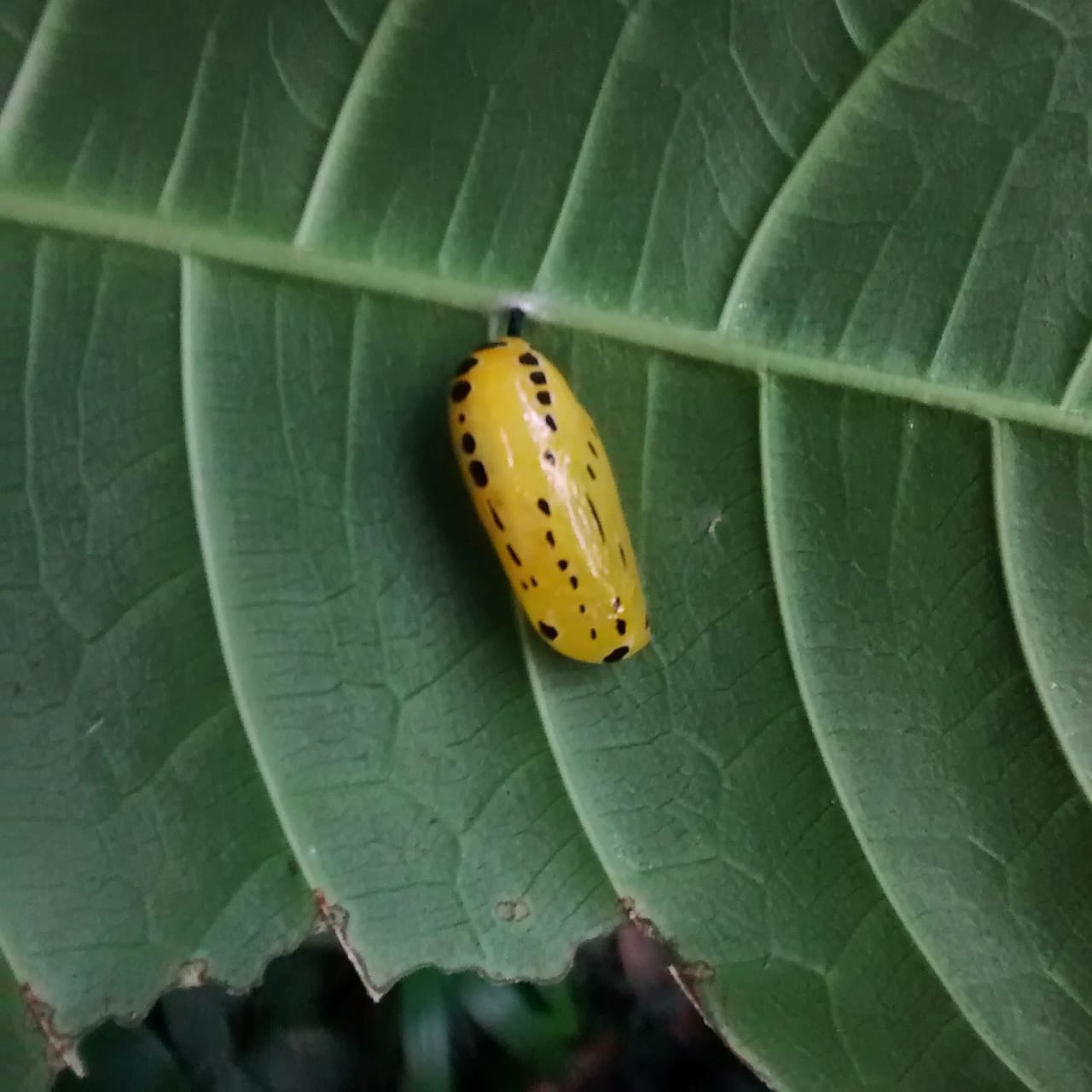
Pupa de borboleta Methona themisto

O momento adequado de desenvolvimento e atividades larvares é importante para espécies em que um período de dormência é necessário.

### Pupa
A pupa é a fase na qual a lagarta passa por grandes transformações corporais, seus tecidos são reconstruídos até que ele eclode como um adulto.
A duração da fase pupal varia muito dentro do grupo e às vezes até entre as gerações de uma mesma espécie. Pode durar de sete a dez dias, durante o verão ou meses em caso de hibernação ou dormência.

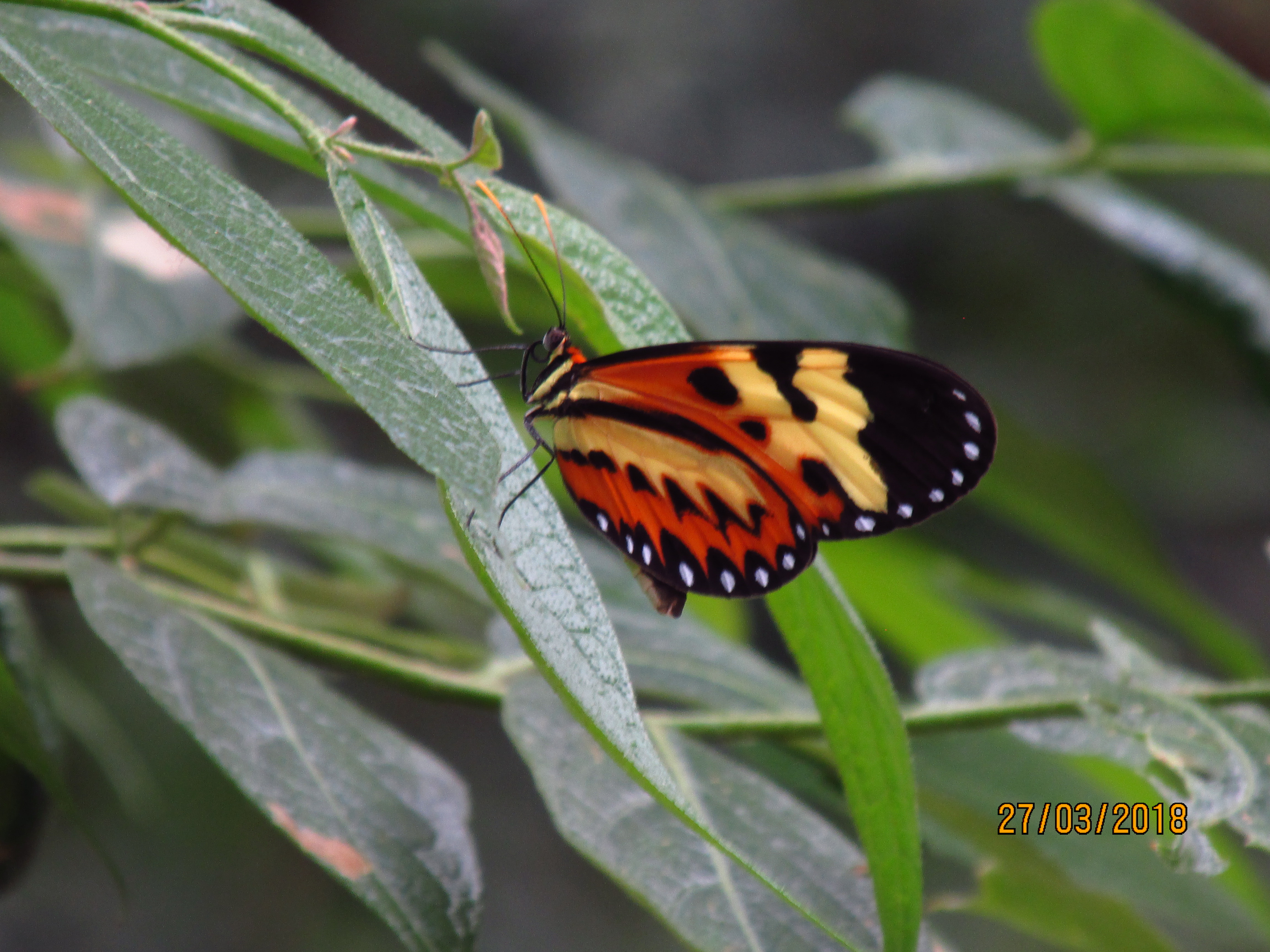
Imago de borboleta: Mechanitis polymnia

### Adulto
Apesar de completamente formado, o adulto pode permanecer quiescente dentro do casulo pupal por um longo tempo, até que as condições sejam ideais para a sua eclosão.
Quando sai do casulo, o indivíduo se move até um lugar no qual possa se prender, com a cabeça voltada para cima e o dorso para baixo. O inseto então começa a forçar seus fluidos corporais para o tórax, através da contração do abdômen e bombeando sangue para as asas, fazendo com que elas tomem o tamanho e formato de um indivíduo adulto, que poderá voar em alguns minutos.
A fase adulta é a fase reprodutiva, na qual a mobilidade do indivíduo garante que os adultos possam copular e ocupar novas áreas.

## Diversidade e filogenia
Depois de Coleoptera, Lepidoptera é o grupo mais diverso de insetos, contando quase 200 000 espécies conhecidas, sendo a grande maioria de mariposas e apenas cerca de 15 mil espécies, de borboletas. As lepidópteras são uma ordem da classe Insecta (ou Hexapoda), no filo Arthropoda, reino Animalia e fazem parte de um grupo de animais conhecido como “invertebrados”.
A classificação das Lepidopteras é feita por caracteres morfológicos do adulto (imago), uma vez que indivíduos de estágios imaturos (larvas, crisálidas e ovos) ainda são muito pouco estudados e há poucas informações acerca de sua classificação. Antigamente os autores também faziam essa divisão em duas sub-ordens: Rhopalocera e Heterocera. A divisão era baseada nas antenas, tendo as rhopaloceras antenas com o ápice em forma de clave e as heterocéras antenas de diversos tipos. Rhopalocera compreende o grupo das borboletas. As ropalóceras tem voo diurno, antenas dilatadas no ápice (clavadas), asas sem frenulum e com a região umeral consideravelmente expandida. Em repouso as asas ficam “fechadas”. Suas crisálidas ficam expostas. Já Heterocera compreende o grupo das mariposas, que, geralmente, tem voo noturno, antenas de várias formas (incluindo algumas espécies com antenas clavadas, como nas borboletas); geralmente as asas são frenadas (possuem frenulum, estrutura filamentosa que liga as asas anteriores às posteriores). Podem ter a região umeral expandida ou não. Quando em repouso suas asas ficam de forma “aberta”. Suas crisálidas são, no geral, protegidas por casulo. As Heteroceras, também são subdividas em macrolepidopteras e microlepidopteras. No entanto, essa divisão é muito artificial e muito contestada por não apresentar bases taxonômicas que a sustentem. Posteriormente, a ordem Lepidoptera foi dividida em duas subordens tendo por base a venação e o acoplamento das asas: Jugatae (ou Homoneura) e Frenatae (ou Heteroneura). Os Jugatae possuem jugum, não tem frenulum e possuem venação similar das asas anteriores e posteriores; e os Frenatae possuem frenulum (sem possuir jugum) e têm uma venação reduzida nas asas posteriores.

### Subordem Jugatae
Caracterizada pela presença de jugum, ou fíbula na base da margem posterior da asa anterior, e pela semelhança no sistema de venação das asas anteriores e posteriores, são dos mais primitivos lepidópteros. Composta apenas por “mariposas”, a Subordem Jugatae se divide em duas superfamílias: Microlepidópteras, sendo providas de acoplamento das asas anteriores e posteriores por um pequeno lobo jugal ou fíbula e de um frenulum primitivo, e Macrolepidópteras, que possuem acoplamento por um verdadeiro jugum, com frenulum sempre ausente.

### Subordem Frenatae
Nessa subordem os lepidópteros não possuem jugum e a venação da asa anterior é claramente diferente da venação da asa posterior. Alguns autores incluem aqui a divisão entre Heterocera (mariposas) e Rhopalocera (borboletas).
Atualmente, a ordem lepidóptera é dividida em três subordens: Micropterigidae (anteriormente classificado dentro do grupo de microlepidópteras), Ditrysia e Monotrysia. Essa classificação é tida principalmente com base no número de aberturas genitais das fêmeas. Sendo que as superfamílias Eriocraniidae, Acanthopteroctetidae, Hepialidae, Nepticuloidea e Incurvarioidea estão localizadas dentro da subordem Monotrysia e as demais, com exceção de Micropterigoidea, fazem parte de Ditrysia. Ao todo, temos hoje 34 superfamílias em Lepidópteras e cerca de 130 famílias, sendo 5 de rhopalóceros (borboletas) e, o restante, heteróceros (mariposas). Muitos autores apresentam uma revisão da classificação das Lepidópteras em Kristensen (1998) e defendem eliminar as subordens, e tratar apenas as superfamílias como unidades básicas de classificação.

### Borboletas

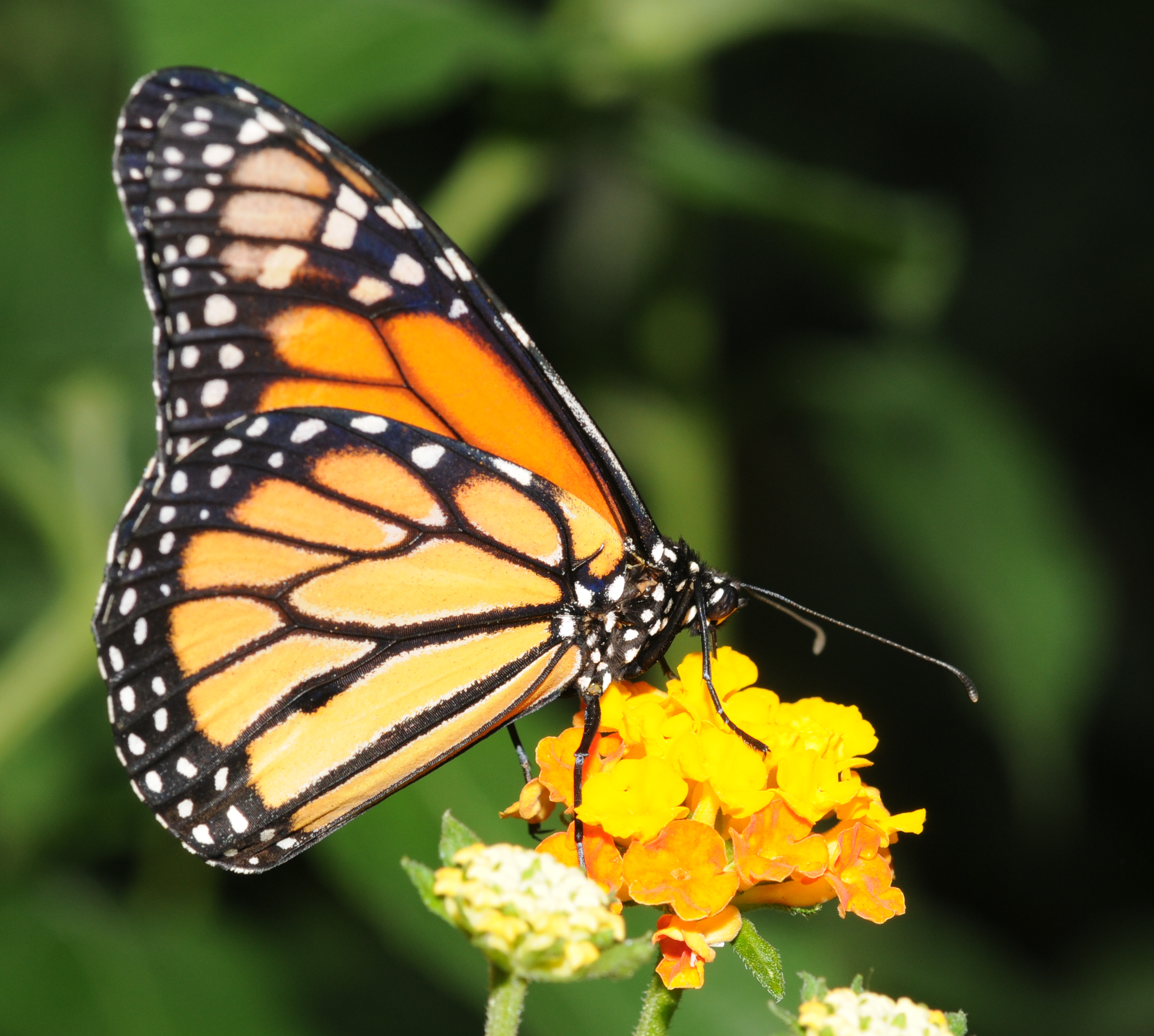
Borboleta Monarca (Danaus plexippus)

Das superfamílias de borboletas, temos:
- Hesperioidea – Por muito tempo, foi considerada uma família de Papilionoidea, baseado nas características comuns (já descritas como características de Rhopalocera neste texto), hoje é considerado um grupo à parte de Papilionoidea, devido a características específicas de suas antenas.[22] Com uma única família, Hesperiidae, que têm esse nome devido a seu voo rápido e errático,[21] e são encontradas principalmente em regiões tropicais.[22]
- Papilionoidea – O grupo é caracterizado por um conjunto de cinco caracteres torácicos, no entanto, de forma geral, é facilmente distinguido do grupo de hesperioides pelo ápice da antena, que temo formato de "taco de golfe" nestes e, nos papilionoides, não. Em todo o mundo são conhecidas 16 mil espécies dessa superfamília, distribuídas em 5 famílias: Papillionidae, Pieridae, Lycaenidae, Riodinidae e Nymphalidae – grupo mais diversificado dos papilionoides, com aproximadamente 7200 espécies e distribuição mundial, nos mais variados tipos e ambientes, ausentes apenas nos polos. Com diversos padrões de coloração e formato de asas, as nymphalidae são as mais conhecidas pelo público e as mais estudadas também. Com raras exceções, apresentam o primeiro par de pernas atrofiado ou pouco desenvolvido.[22] É neste grupo que está inserida famosa "borboleta Monarca" com suas vistosas asas laranja, que realiza a migração do Canadá ao México.

### Mariposas

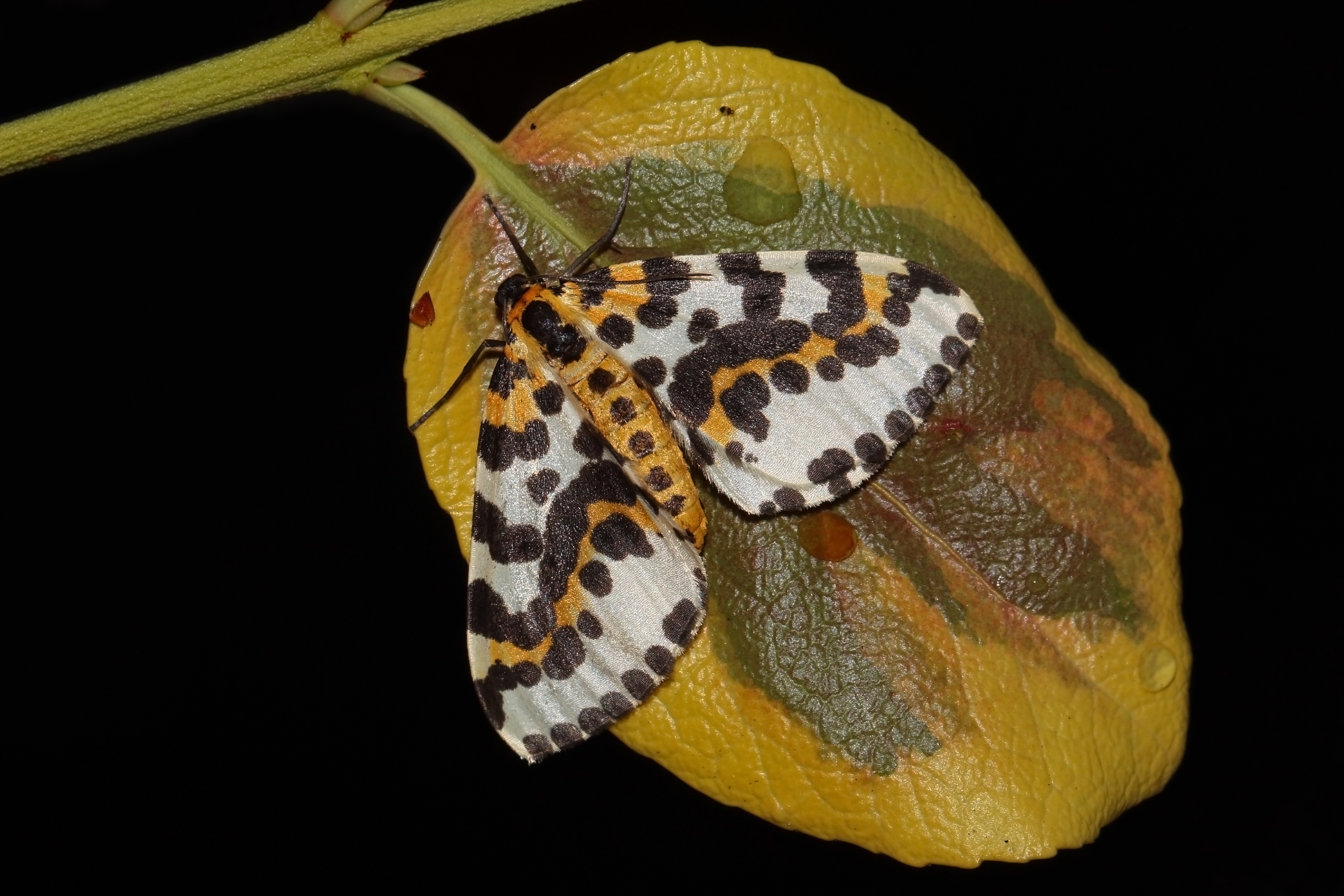
Mariposa (Abraxas grossulariata)

Das superfamílias de mariposas, algumas que merecem destaque:
- Micropterigoidea – dos lepidópteros mais antigos.[19] Alguns autores, ainda defendem que Micropterigoidea é uma subordem por si só, chamada de Zeugloptera. Outros, que Micropterigoidea é uma ordem à parte, relacionada à Lepidoptera e Trichoptera.[21]
- Hepialoidea: Com mais de 300 espécies, estão distribuídas em quase todas as regiões do mundo, incluindo a América do Sul e o Brasil – como exemplar que ocorre no Brasil, podemos citar a Phassus giganteus, uma das maiores mariposas que se conhece com cerca de 160mm de envergadura.
- Nepticuloidea - dos menores lepidópteros que se conhece, os menores têm pouco mais de 2mm de envergadura.
- Tineoidea – um dos maiores grupos de lepidópteros com mais de 20 000 espécies conhecidas.[19]
- Bombycoidea – Superfamília onde está localizada a família Saturniidae, cujas lagartas são relativamente grandes e com o corpo coberto por cerdas urticantes (ou venenosas) em forma de “pinheirinho”. É a família da Lonomia Oblíqua, um dos insetos mais perigosos do mundo e cujo veneno pode causar hemorragia.[23] Atualmente, o soro antilonômico é produzido pelo Instituto Butantan. Outra família deste grupo é a Bombycidae, do “bicho-da-seda”.[21]

As demais superfamílias de mariposas são: Incurvarioidea, Tischerioidea, Eriocranioidea, Acanthopteroctetoidea, Gracillarioidea, Yponomeutoidea, Gelechioidea, Zygaenoidea, Sesiodea, Cossoidea, Tortricoidea, Galacticoidea, Choreutoidea, Urodoidea, Schreckensteinioidea, Epermenioidea, Alucitoidea, Pterophoroidea, Copromorphoidea, Hyblaeoidea, Thyridoidea, Pyraloidea, Drepanoidea, Geometroidea, Mimallonoidea, Lasiocampoidea, Noctuoidea.

## Ecologia
As borboletas e mariposas se relacionam ecologicamente com outros organismos de incontáveis maneiras, em especial apresentando vários papéis nas redes tróficas. As larvas e os adultos de lepidópteros apresentam hábitos alimentares peculiarmente distintos. As formas larvais se alimentam quase exclusivamente de folhagem e estruturas frutíferas, sendo na maioria dos habitats a espécie herbívora de inseto dominante, o que confere a maior parte da importância econômica do grupo. É provável que cada espécie de planta vascular seja hospedeira de pelo menos uma espécie de Lepidoptera, o que as torna importantes reguladoras de espécies vegetais, além de participarem ativamente na ciclagem de nutrientes em diversos ecossistemas. As formas adultas se alimentam predominantemente de néctar e pólen, ainda que algumas exceções possam se alimentar de frutos fermentados, excretas animais, resinas vegetais ou até mesmo sangue, além de grupos que não se alimentam na idade adulta, consumindo apenas reservas energéticas adquiridas durante o estágio larval.
A estrutura mandibular de Lepidoptera é altamente especializada para o consumo de néctar, formando uma probóscide alongada, o hábito de se alimentar de recursos florais e a diversidade de espécies torna os lepidópteros um dos principais grupos de polinizadores, sendo as mariposas as principais polinizadoras noturnas. Por serem polinizadores importantes, as borboletas e mariposas têm papel crucial na manutenção da diversidade de plantas com flores em comunidades vegetais e por consequência de organismos que se relacionam com essas plantas,  além de servirem como bioindicadores.

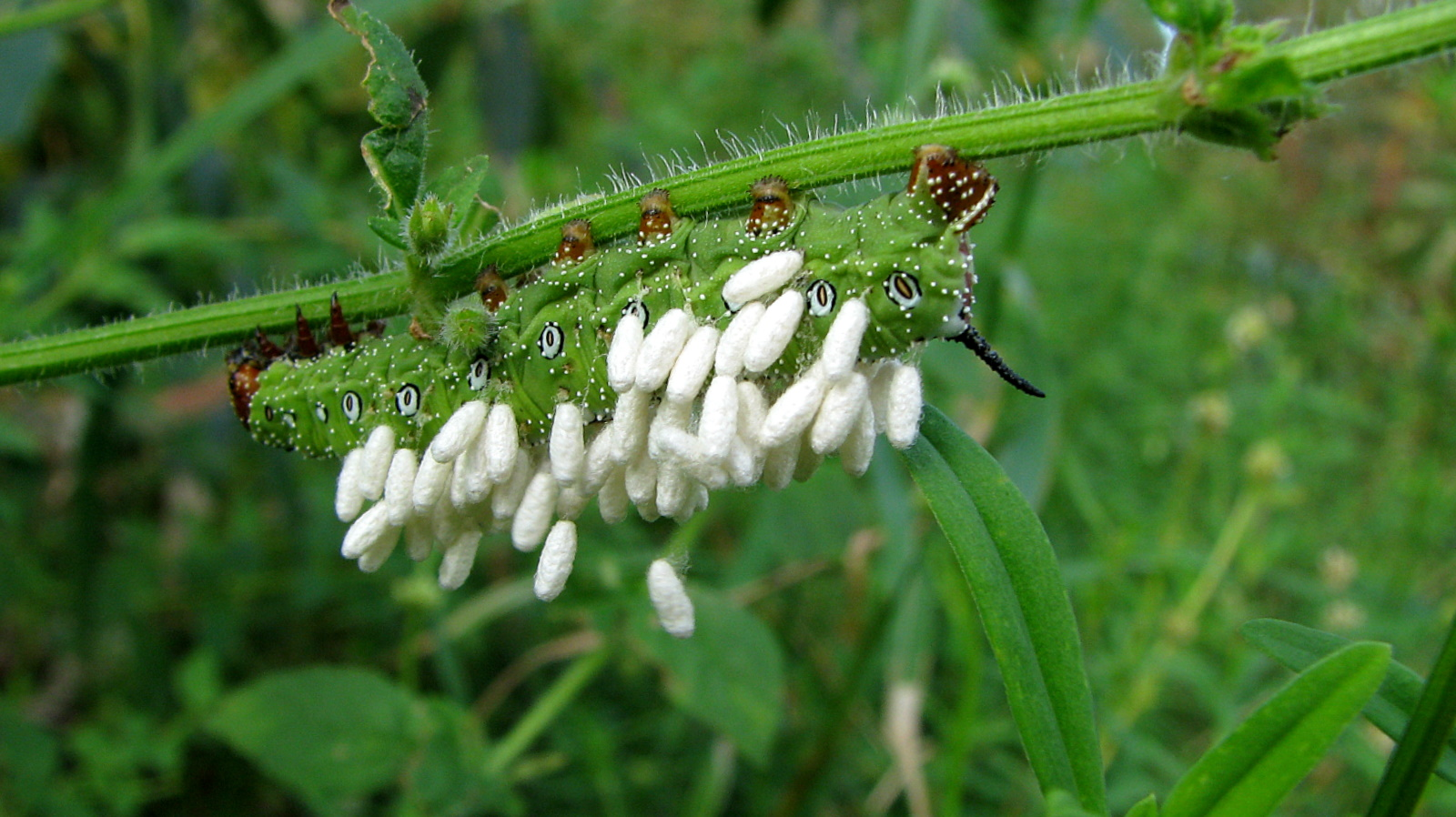
Casulos de vespa parasitoide em uma lagarta de Sphingidae

Os lepidópteros também são frequentemente alvo de predadores e parasitoides, sendo o estágio larval o mais vulnerável. A maioria dos parasitoides de Lepidoptera são vespas ou moscas, enquanto seus predadores podem ser vespas, aranhas, pequenos vertebrados e outros animais. Apesar da sua vulnerabilidade muitos lepidópteros desenvolveram estratégias de defesa contra predação, como por exemplo o sequestro de aleloquímicos tóxicos das plantas das quais as larvas se alimentam, tornando o indivíduo impalatável aos predadores. Tais espécies costumam apresentar coloração aposemática para avisar os predadores de sua toxicidade, o que acaba dando emergência a vários anéis miméticos relativamente complexos dentro da ordem, podendo variar entre mimetismo batesiano ou mülleriano, de acordo com a estratégia adotada. Há ainda espécies que se camuflam em diferentes estágios de vida, imitando folhas verdes ou secas, galhos e troncos de árvores, algumas espécies chegam a ter padrões que mimetizam olhos de vertebrados, como as chamadas Borboletas-coruja.

## Representação na sociedade e importância econômica
A relação de Lepidoptera com os seres humanos e com a economia no geral se mostrou muito presente no decorrer da história. Muitas culturas apresentam mitos e histórias populares, representações cinematográficas e diversos outros aspectos envolvendo estes animais. Na economia atual podem representar papéis benéficos ou prejudiciais.
A maioria das espécies consideradas prejudiciais são aquelas conhecidas como pragas agrícolas, que possuem larvas que se alimentam da folhagem de plantas (algumas espécies também podem se alimentar da raiz, caule, sementes e frutos). Estas espécies são capazes de dizimar plantações e interferir diretamente no cultivo. Algumas das mais conhecidas por esses surtos estão dentro das famílias Tortricidae, Noctuidae, e Pyralidae. A alta frequência reprodutiva de borboletas e mariposas pode ser considerada uma das principais causas desses danos, visto que as fêmeas de algumas espécies podem produzir até 30 000 ovos por dia. Entretanto, em algumas ocasiões, a intensa desfolha de plantas por larvas de Lepidoptera pode se tornar uma vantagem no controle de espécies consideradas ‘’ervas daninhas’’ que invadem determinada região. Esses potenciais agentes de controle biológico devem passar por testes elaborados para garantir que os próprios não se tornem uma praga. Um caso conhecido e bem-sucedido de utilização de Lepidoptera no controle biológico foi no controle de Opuntia (um gênero de cactos) na Austrália, realizado por Cactoblastis cactorum, espécie nativa da Argentina.

Apesar de sua capacidade destrutiva supracitada, esta ordem de animais também tem um papel ecológico com reflexos econômicos muito relevante, a polinização. Adultos da maioria das espécies de Lepidoptera contribuem para a polinização de plantas dependentes de insetos. Espécies como Sphingidae, por possuírem um comprimento de espirotromba excepcionalmente longo, são responsáveis pela polinização de flores com longos tubos na corola. Esse aspecto dá à ordem uma grande importância econômica, auxiliando na reprodução de diversas espécies de plantas comercializadas. 

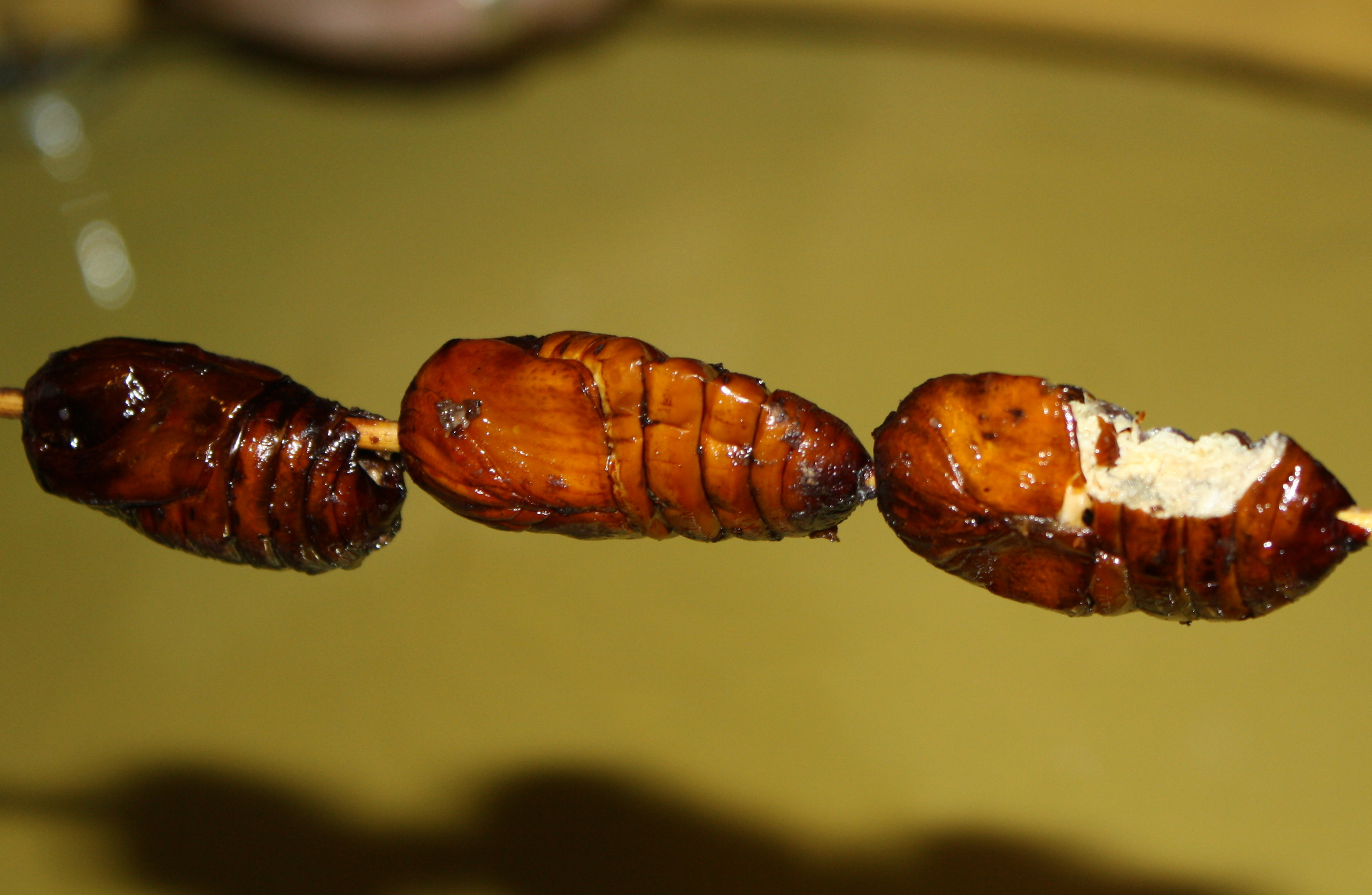
Bichos-da-seda fritos. Além de serem usados para a confecção de seda em alguns países os bichos-da-seda também estão presentes na culinária

Lepidopteras estão presentes até mesmo na produção têxtil, como é o caso do ‘’bicho da seda’’, nome popular dado às lagartas das mariposas asiáticas da espécie Bombyx mori. Este animal produz um casulo do qual são extraídos o fio para a produção de um tecido de alto valor no mercado, a Seda. Originário da China, está atualmente presente ao redor de todo o mundo, envolvido na Sericultura (criação do bicho da seda e produção do tecido). No Brasil, a maior concentração da produção está concentrada no Vale da Seda paraense, porém o estado de São Paulo também compreende cidades envolvidas no ciclo produtivo, como Bastos, Gália, Duartina e Fernão. Em 2016, a produção da safra chegou a 2.217 toneladas. No Ocidente, o país é o único produtor em escala comercial, e em todo o mundo é o terceiro maior, atrás apenas da China e da Índia.
Outra circunstância em que podemos ver a presença do bicho da seda é na culinária. Vietnamitas, chineses e coreanos apreciam a pupa deste animal frita ou cozida. O sabor é semelhante ao de camarões desidratados, mas com uma consistência suculenta. Diversas outras espécies de Lepidoptera também são consumidas por todo o mundo, como em muitas tribos indígenas que se alimentam dos adultos, larvas ou pupas. Algumas regiões do México, Coreia e Itália também apresentam esse habito. Outra iguaria muito conhecida em países como África do Sul, Botsuana e Zimbábue é o Mandorová. Estas lagartas com coloração azul e verde são espremidas, secas ao sol ou defumadas e servidas com molhos e ensopados. O sabor é amanteigado.
A presença desta ordem na educação ambiental também é muito comum. Borboletas, principalmente, por sua grande diversidade e cores chamativas, são consideradas símbolo de beleza e delicadeza, cativando crianças e pessoas de todas as idades. Os Borboletários, espécies de ‘’zoológicos’’ exclusivos para a criação de diversas espécies de borboletas, servem como atração turística para o público e também para estudos ecológicos, que permitem identificação e observação de aspectos biológicos de diversas espécies, assim como a manutenção de populações.

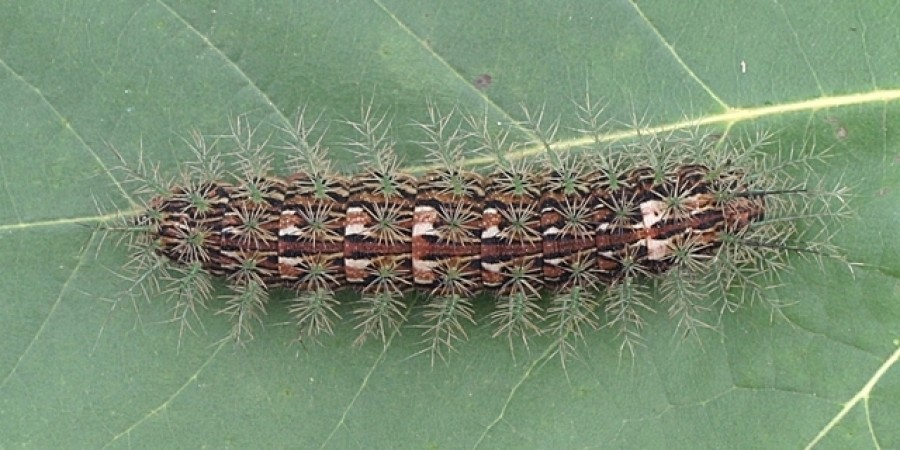
Lagarta de Lonomia obliqua. Lagartas do gênero Lonomia podem causar complicações médicas graves

Entrando no âmbito da saúde, quando em contato com seres humanos as lepidopteras podem causar certas injurias. Um exemplo é o mito de que borboletas podem causar cegueira. Na realidade, pelo fato de as asas dos insetos adultos serem muito sensíveis, durante o manuseio estas podem soltar fragmentos, que, em contato com os olhos, podem causar uma resposta alérgica, mas não causam cegueira. Na verdade, a quase totalidade dos acidentes relacionados a lepidopteras no Brasil decorre do contato com lagartas urticantes, que causam queimaduras. Estas lagartas, conhecidas como Taturanas (nome com origem no Tupi que significa “semelhante a fogo” – tata=fogo; rana=semelhante) apresentam 3 principais famílias relacionadas a esses acidentes, que são Megalopygidae, Saturniidae e Erebidae. As Megalopygidae, conhecidas como lagarta de fogo, chapéu armado, taturana cachorrinho, são muito comuns nos cafezais de Minas Gerais. Saturniidae possuem as lagartas do gênero Lonomia, causadoras de síndrome hemorrágica (com gravidade), que pode levar à morte em casos extremos. Estas ocorrem na Região Sul do Brasil, especificamente nos estados do Rio Grande do Sul e Santa Catarina. Enquanto isso, Erebidae possui a Pararama (larva da mariposa Premolis semirufa) que vive nas seringueiras da Amazônia e é causadora da Pararamose, ou reumatismo dos seringueiros. Após múltiplos contatos com as cerdas pontiagudas da lagarta, muitos seringueiros desenvolvem esta doença, que leva à deformação das articulações dos dedos das mãos.